# Blaí Briugu
Blaí Briugu („Blai der Gastgeber“) ist der Name einer Sagengestalt aus der keltischen Mythologie Irlands. Blaí ist als briuga (Großbauer und Gastgeber) Besitzer einer Festhalle für Gastmähler (bruiden). In der Sage Scéla mucce Meic Dathó („Die Geschichte von Mac Dathós Schwein“) wird berichtet, es habe in ganz Irland sechs derartige bruiden gegeben, deren Besitzer die briuga Da Derga, Forgall Manach, Mac Dathó, Mac Da-Reo, Da-Choca und Blaí Briugu waren.
Wie fast alle Heldenfiguren der irischen Mythologie hat auch Blaí eine geis (Tabu, Verpflichtung). Seine geis verpflichtet ihn, mit jeder Frau, die ohne männliche Begleitung bei ihm übernachtet, zu schlafen. Als eines Tages Brig Bretach, die Gattin von Celtchar mac Uthechair bei ihm zu Gast ist, beschläft er sie. Der darüber erboste Celtchar erschlägt ihn deshalb – die Sühne, die er für diesen Mord auferlegt bekommt und seinen daraus folgenden Tod beschreibt die Erzählung Aided Cheltchair maic Uthechair („Der Tod Cheltchars, des Sohnes Uthechars“).